# Asiménio (Évros)
Asiménio (grec moderne : Ασημένιο) est une localité située dans le dème de Didymotique, dans le district régional d'Évros, dans la periphérie de Macédoine-Orientale-et-Thrace, en Grèce.
Selon le recensement de 2021, la localité compte 248 habitants.